# Valérie Pécresse

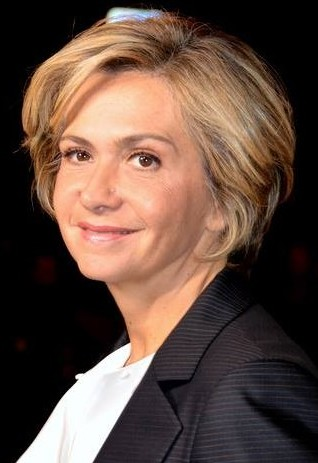
Valérie Pécresse (2016)

Valérie Pécresse (* 14. Juli 1967 in Neuilly-sur-Seine, Département Hauts-de-Seine) ist eine französische Politikerin (RPR, UMP, Les Républicains, SL). Sie war von 2002 bis 2007 und von 2012 bis 2016 Abgeordnete der französischen Nationalversammlung. Von Mai 2007 bis Juni 2011 war sie Ministerin für Hochschulwesen und Forschung in der Regierung von François Fillon, bis Mai 2012 war sie Haushaltsplanministerin.
Seit 2015 ist sie Präsidentin des Regionalrats der Region Île-de-France.
Sie war Kandidatin der Republikaner bei der Präsidentschaftswahl in Frankreich 2022 und erhielt im ersten Wahlgang 4,8 Prozent der abgegebenen Stimmen.

## Leben
Valérie Pécresse ist die Tochter von Dominique Roux (Professor für Ökonomie/Management und – seit Januar 2007 – Leiter einer Tochtergesellschaft der Unternehmensgruppe Bolloré).
Geboren wurde Valérie Pécresse in Neuilly-sur-Seine, einem wohlhabenden Vorort von Paris. Sie ging zunächst am Collège Sainte-Marie de Neuilly, anschließend am katholischen Privatgymnasium Sainte-Genevieve in Versailles zur Schule. Überdurchschnittlich begabt absolvierte sie im Alter von 16 das Abitur. Nach ihrem Studium an der École des Hautes Études Commerciales (HEC) und folglich an der Verwaltungshochschule École nationale d’administration (ENA) bekleidete sie unter anderem von 1992 bis 1998 ein hohes Amt im französischen Staatsrat.
1994 heiratete sie Jérôme Pécresse, den Geschäftsführer (CEO) von GE Renewable Energy (vorher: Alstom und Imerys). Sie ist Mutter einer Tochter und von zwei Söhnen. Sie bekennt sich zur römisch-katholischen Kirche.

## Politische Karriere
Jacques Chirac machte Valérie Pécresse 1998 zur Präsidentenberaterin und beauftragte sie mit Studien unter anderem über Jugendkriminalität, Stadtpolitik, Staatsreform, das Internet und Probleme der Informationsgesellschaft. 2002 schlug Franck Borotra, der RPR-Abgeordnete von Yvelines und ehemalige Minister in der Regierung von Alain Juppé, ihr vor, sich um einen Sitz in der Nationalversammlung zu bewerben. In der Wahl vom 9. und 16. Juni 2002 errang sie das Mandat für den zweiten Wahlbezirk des Départements Yvelines. Zwei Jahre später wurde sie Sprecherin der UMP (am 21. September 2002 hatte sich die RPR offiziell aufgelöst und war in der UMP aufgegangen).

### Regierungsarbeit
Nach Nicolas Sarkozys Wahlsieg 2007 wurde sie die erste französische Forschungs- und Hochschulministerin, eine Position, die bis dahin ein Staatssekretariat des Erziehungsministeriums gewesen war.
In den ersten Wochen nach Eintritt in die Regierung François Fillon wurde Pécresse mit einer grundlegenden Reform des Hochschulwesens beauftragt, d. h. sie sollte das „Gesetz über die Freiheit und die Verantwortlichkeit der Universitäten (LRU)“ durchbringen. Der erste Entwurf stieß auf Ablehnung in der akademischen Welt. Eine zweite Version fand die Zustimmung der Hochschulpräsidenten sowie des den Sozialisten nahestehenden Studentenverbandes UNEF. Im Herbst 2007 entstand eine Protestbewegung gegen dieses Gesetz, das die Konkurrenz unter den Universitäten förderte und den Einfluss der Hochschulpräsidenten beträchtlich stärkte. Die linksgerichteten Gegner des Projekts sprachen von einer „Mischung aus Feudalität und Neoliberalismus“. Nach einigen Wochen verlief die Protestbewegung im Sande.
Im Herbst 2008 kündigte Pécresse eine Reform der Tarif- und Arbeitsverträge für Hochschullehrer und Wissenschaftler an. Diese sollten einer verschärften Kontrolle unterzogen werden, wissenschaftliche Mitarbeiter sollten mehr Vorlesungen übernehmen. Bisher gilt in Frankreich das Gleichgewicht der Unterrichts- und der Forschungszeit (jeweils 86 Stunden pro Jahr). Es wurde Anstoß an der Tatsache genommen, dass Kontrollen das ausschließliche Privileg der Hochschulpräsidenten sein sollte. Die Gegner des LRU-Gesetzes fühlten sich bestätigt. Diese Reform sowie die Erfahrung der Lehrenden an den wenigen Universitäten, die bereits seit Januar 2009 selbständig waren, löste eine weitere Protestbewegung aus.
Nicolas Sarkozys Rede im Januar 2009, in der er sich über Wissenschaftler und Universitäten lustig machte und ihnen Faulheit und Inkompetenz unterstellte, schockierte die akademische Gemeinschaft.
Bildungsminister Xavier Darcos kündigte eine Reform der staatlichen Prüfungen für das Lehramt an, die ebenfalls umstritten war. Die Gewerkschaften und Akademikerverbände sprachen von einem geballten ideologischen Angriff auf das französische Erziehungssystem und forderten den Rücktritt von Valérie Pécresse, deren Krisenbewältigung auch innerhalb der UMP kritisiert wurde. Sie musste auf UMP-Vorwahlveranstaltungen verzichten. Im Februar kündigte Valérie Pécresse die völlige Neubearbeitung ihres Gesetzesentwurfs an, wie es die Gewerkschaften und Vertreter ihrer eigenen Partei verlangt hatten. Diese Veränderungen genügten nicht, um die Protestbewegung zu beenden, die nun die Abschaffung des LRU-Gesetzes und aller Reformentwürfe forderte.

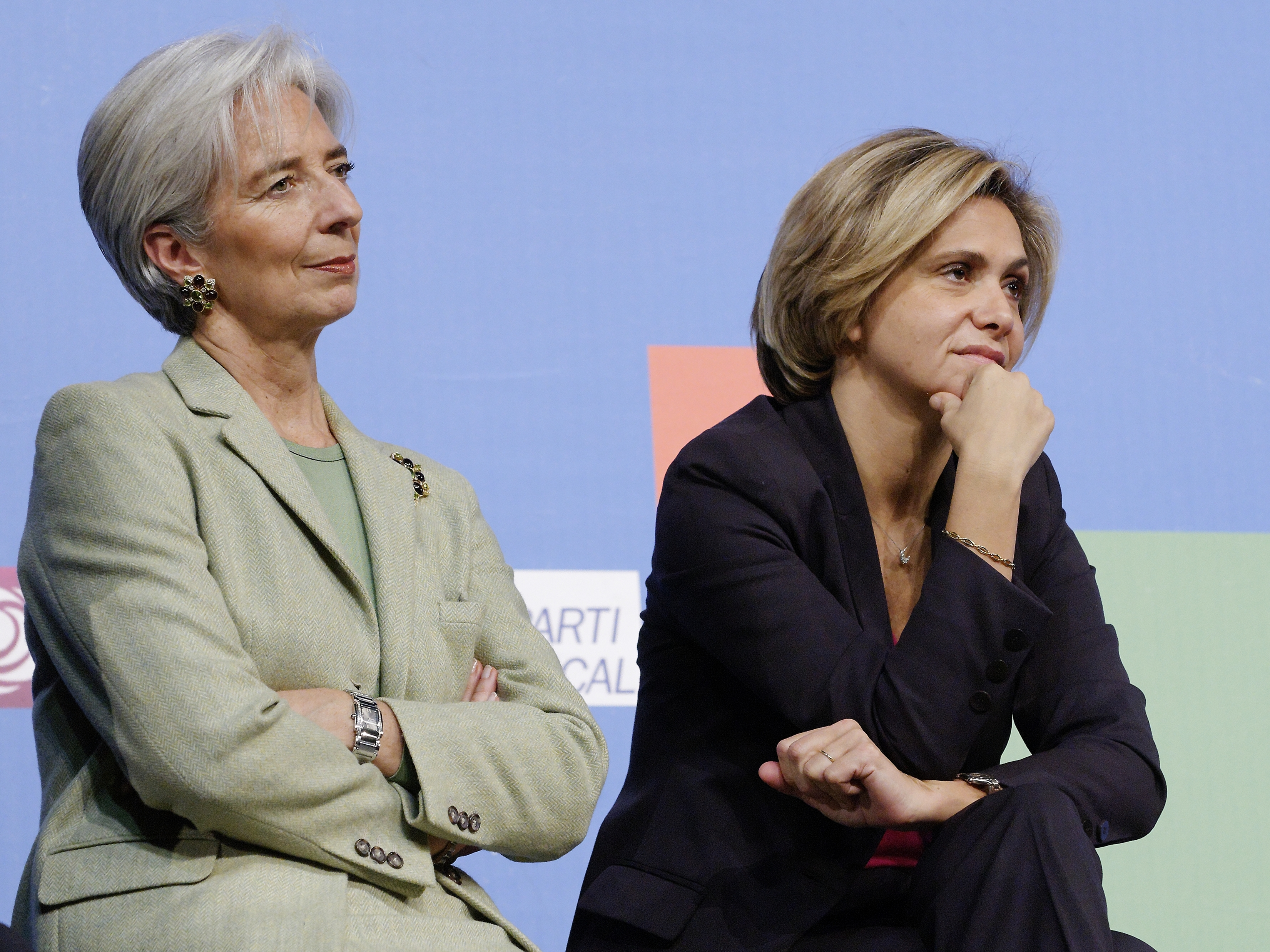
Pécresse mit ihrer Vorgängerin Christine Lagarde (2010)

Im Juni 2011 wurde sie als Nachfolgerin von Christine Lagarde Haushaltsministerin (bis zum Regierungswechsel im Mai 2012).

### Regionalpolitik

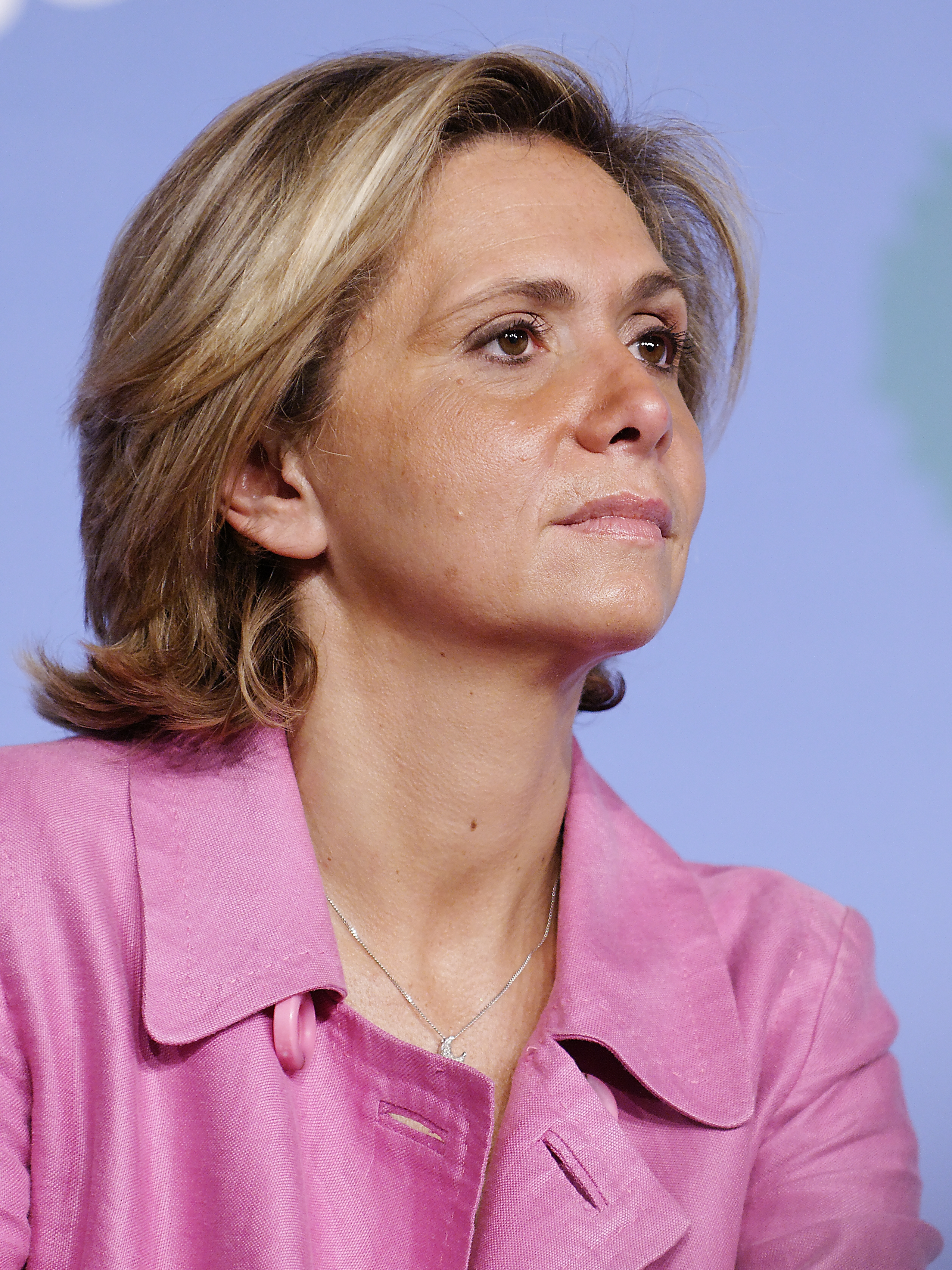
Pécresse im Regionalwahlkampf 2010

Pécresse trat im März 2009 bei der Vorwahl des konservativen Lagers für die Regionalwahlen 2010 in der Hauptstadtregion Île-de-France gegen ihren Regierungskollegen, den UMP-Fraktionschef im Regionalrat Roger Karoutchi an. Trotz der Universitätskrise entschied die Ministerin die Vorwahl für sich: Sie gewann mit 59,9 Prozent und wurde damit Spitzenkandidatin der UMP. Bei der eigentlichen Wahl wurde ihre Liste zwar im ersten Wahlgang vor der Parti socialiste des Amtsinhabers Jean-Paul Huchon stärkste Kraft; in der Stichwahl gegen Huchon unterlag Pécresse aber mit 43,3 Prozent. Lediglich im Département Yvelines, in dem Pécresse selbst ihren Wahlkreis hat, konnte sie sich knapp durchsetzen. Als Nachfolgerin Roger Karoutchis war sie nach der Wahl Fraktionsvorsitzende der UMP im Regionalrat.
Bei der Regionalwahl im Dezember 2015 trat Pécresse abermals an, diesmal an der Spitze einer gemeinsamen Liste der bürgerlichen Parteien Les Républicains, UDI, MoDem und PCD. Sie gewann die Wahl im zweiten Wahlgang mit 43,8 Prozent gegen Claude Bartolone (PS, 42,2 Prozent) und Wallerand de Saint-Just (Front National, 14 Prozent). Seither ist sie Präsidentin des Regionalrats.
Seit November 2018 ist sie zudem Präsidentin des Grand Paris Aménagement, einer öffentlich-rechtlichen Körperschaft für Stadtplanung in Île-de-France.

### Soyons libresund Präsidentschaftskandidatur
Im Juli 2017 gründete sie Soyons libres („Lasst uns frei sein“) oder kurz Libres !, zunächst als innerparteiliche Strömung der Républicains. Damit trat sie als Kritikerin des Parteivorsitzenden Laurent Wauquiez auf. Nach dem Absturz der Partei bei der Europawahl trat Pécresse im Juni 2019 aus Les Républicains aus. Libres ! wurde daraufhin eine eigenständige Partei.
Im Juli 2021 kündigte Pécresse an, für die französischen Präsidentschaftswahlen 2022 zu kandidieren.
In diesem Zusammenhang wurde sie wieder Mitglied bei Les Républicains.
Nach einer Mitgliederbefragung zog sie Anfang Dezember 2021 unerwartet neben dem weiter rechts positionierten Éric Ciotti in die Stichwahl zur Auswahl des Kandidaten ihrer Partei ein.
Am 4. Dezember 2021 setzte sie sich gegen Ciotti durch.
Sie erhielt in der Abstimmung 61,0 Prozent der Stimmen; Ciotti vom Rechtsaußenflügel der Partei erhielt 39,1 Prozent. Nach der offiziellen Nominierung ihrer Partei lag sie bei Umfragen teilweise über dem Präsidenten Emmanuel Macron. Nach ihrem Wahlkampfauftakt im Pariser Zenith verlor sie allerdings immer mehr an Zustimmung. Während ihres Wahlkampfes veröffentlichte sie ebenfalls ihr Buch Le temps est venu („Die Zeit ist gekommen“).
Sie erhielt im ersten Wahlgang der Präsidentschaftswahl 4,8 Prozent der Stimmen, womit sie die Stichwahl deutlich verpasste und das bisher schlechteste Ergebnis in der Geschichte der Partei erzielte. Darüber hinaus erhielt Pécresse aufgrund der Tatsache, dass sie weniger als 5 % der Stimmen erhalten hatte, keine Wahlkampfkostenrückerstattung und initiierte eine Crowdfundingkampagne zur Deckung der entstandenen Kosten.

## Auszeichnungen
- 2008: Rüge der Académie de la Carpette anglaise für die Förderung der Verwendung des Englischen in den europäischen Institutionen und der Universitäten.
- 2015: Ehrendoktorwürde der Université Cheikh Anta Diop de Dakar (Senegal).
- 2019: Ritter der Ehrenlegion.